# Vojtěch Hačecký
Vojtěch Hačecký (29 maart 1987) is een Tsjechisch baan- en wegwielrenner die in 2018 zijn loopbaan als wielrenner afsloot bij Elkov-Author Cycling Team.

## Baanwielrennen

### Palmares
| Jaar | TK                                | EK | WK         | Overig                 |
| ---- | --------------------------------- | -- | ---------- | ---------------------- |
| 2008 | Puntenkoers, Ploegkoers, Scratch  |    |            | UIV Cup Fiorenzuola    |
| 2011 | Ploegkoers, Puntenkoers           |    |            |                        |
| 2012 | Ploegkoers                        |    |            | WB Beijing: Ploegkoers |
| 2013 | Puntenkoers, Ploegenachtervolging |    |            |                        |
| 2014 |                                   |    | Ploegkoers |                        |

## Wegwielrennen

### Overwinningen
2009
 Tsjechisch kampioen tijdrijden, Beloften
1e etappe GP Tell
2012
6e etappe Ronde van Azerbeidzjan
2013
Memorial im. J. Grundmanna J. Wizowskiego
2016
Memorial im. J. Grundmanna J. Wizowskiego

## Resultaten in voornaamste wedstrijden
|      | \| Jaar \| \| WK op de weg \| \| ---- \| \| ------------ \| \| 2016 \| \| opgave \| |              |
| Jaar |                                                                                     | WK op de weg |
| 2016 |                                                                                     | opgave       |

## Ploegen
- 2006 –  ASC Dukla Praha
- 2007 –  ASC Dukla Praha
- 2010 –  Atlas Personal-BMC
- 2011 –  ASC Dukla Praha
- 2012 –  ASC Dukla Praha
- 2013 –  ASC Dukla Praha
- 2014 –  Team Dukla Praha
- 2015 –  Team Dukla Praha
- 2016 –  Whirlpool-Author
- 2017 –  Elkov-Author Cycling Team
- 2018 –  Elkov-Author Cycling Team

Bárta · Bucháček · Černý · Hačecký · Kaňkovský · Konwa · Kukrle · Otruba · Polnický · Rajchart · Zahálka